# وسيلة عولمي
وسيلة عولمي هي مذيعة وصحفية جزائرية ولدت في سنة 1985، تعمل حالياً في قناة الجزيرة القطرية.
تحصلت على شهادة الباكالوريا في مدينة تمنراست.
بدأت مشوارها المهني عام 2000 في جريدة اليوم الجزائرية وانتقلت بعد ذلك للعمل كصحفية في مكتب الأهرام بالجزائر، وفي الفترة ذاتها عملت مراسلة للتلفزيون المصري وقناة النيل للأخبار وكصحفيّة متعاونة مع جريدة الحياة اللندنية.
في عام 2004 انتقلت عولمي إلى القاهرة لمتابعة دراساتها العليا في مجال الإعلام، وفي الفترة ذاتها عملت مراسلة لجريدة الخبر الجزائرية من القاهرة، ومراسلة للإذاعة الجزائرية. التحقت في عام 2006 بقناة بيئتي كمذيعة ومقدمة برامج، ومن ثم انتقلت بعدها للعمل كمذيعة أخبار في قناة الساعة، وفي سنة 2008 التحقت بقناة الجزيرة. تزوجت في 2009 من الإعلامي الأمريكي كلايتون سويشر (رئيس وحدة الصحافة الاستقصائية بقناة الجزيرة) ولها منه ابنتان.[بحاجة لمصدر]